# Roderick River
Roderick River är ett vattendrag i Australien. Det ligger i delstaten Western Australia, omkring 540 kilometer norr om delstatshuvudstaden Perth.
Omgivningarna runt Roderick River är i huvudsak ett öppet busklandskap. Trakten runt Roderick River är nära nog obefolkad, med mindre än två invånare per kvadratkilometer. Genomsnittlig årsnederbörd är 247 millimeter. Den regnigaste månaden är maj, med i genomsnitt 42 mm nederbörd, och den torraste är oktober, med 2 mm nederbörd.